# RC Genève Plan-les-Ouates
Der Rugby Club Genève Plan-les-Ouates (kurz RC Genève Plan-les-Ouates oder GEPLO) ist ein Schweizer Rugby-Union-Verein aus Plan-les-Ouates im Kanton Genf. Er ist in der höchsten Spielklasse, der Nationalliga A, vertreten. Bisher wurde er sechsmal Schweizer Meister und elfmal Cupsieger.

## Geschichte
Die Gründung des Vereins erfolgte 1968 in Genf unter dem Namen Genève RC. Nachdem er 1971 und 1972 jeweils Cupsieger geworden war, nahm er in der ersten Meisterschaftssaison 1972/73 an der höchsten Spielklasse teil. 1976 stieg er in die Nationalliga B ab, was mit finanziellen Schwierigkeiten verbunden war. Aus diesem Grund fusionierte er im selben Jahr mit dem RC Pickwick und trat daraufhin über zwei Jahrzehnte lang als Sporting RC Genève in Erscheinung. 1978 gelang der Wiederaufstieg. In den ersten Jahren nutzte der Verein ein Spielfeld im Centre sportif du Bout-du-Monde, am südlichen Stadtrand von Genf gelegen und von einer Flussschlaufe der Arve umgeben. Da es dort wiederholt zu Überschwemmungen kam, zog er 1979 ins Centre sportif de Vessy in der Vorortsgemeinde Veyrier um.
Am Ende der Saison 1985/86 musste der Verein erneut in die Nationalliga B absteigen, kehrte aber nach nur einem Jahr zurück. Ab 1998 trug er wieder den angestammten Namen Genève RC. Von 2000 bis 2002 wurde er dreimal hintereinander Cupsieger. 2006 erfolgte ein weiterer Umzug, diesmal nach Plan-les-Ouates, und im selben Jahr gelang der Gewinn des ersten Meistertitels. Zur Unterstreichung der Verbundenheit mit dem neuen Standort benannte sich der Verein 2007 in RC Genève Plan-les-Ouates um. In diesem Jahr schaffte er die Verteidigung des Meistertitels und zum zweiten Mal hintereinander das Double. Weitere Meistertitel kamen in den Jahren 2009, 2010, 2015 und 2018 hinzu, weitere Cupsiege gelangen 2012, 2014, 2016 und 2017.

## Stadion
Heimspiele werden im Centre sportif des Cherpines ausgetragen. Dieses Sportzentrum befindet sich im Nordwesten der Genfer Vorortsgemeinde Plan-les-Ouates und umfasst neben zwei Rugbyplätzen unter anderem auch vier Fussballfelder, fünf Tennisplätze, ein Reitzentrum und einen Skatepark. Der Genfer Verein Servette RC, der in der vierthöchsten französischen Liga Nationale 2 spielt, nutzt das Areal ebenfalls für einen Teil seiner Heimspiele.

## Erfolge
- Schweizer Meister: 2006, 2007, 2009, 2010, 2015, 2018
- Meister Nationalliga B: 1978, 1987
- Cupsieger: 1971, 1972, 2000, 2001, 2002, 2006, 2007, 2012, 2014, 2016, 2017